# 丸澤滋
丸澤 滋（まるざわ しげる）は、日本の漫画編集者。小学館第四コミック局チーフプロデューサー。
2014年5月、小学館取締役に就任。